# Challenger de Blois 2014
El Internationaux de Tennis de BLOIS 2014 fue un torneo de tenis profesional jugado en canchas de tierra batida. Se disputó la 2ª edición del torneo que formó parte del circuito ATP Challenger Tour 2014. Se llevó a cabo en Blois, Francia entre el 9 y el 15 de junio de 2014.

## Jugadores participantes del cuadro de individuales
| Favorito | País                 | Jugador             | Rank1 | Posición en el torneo |
| -------- | -------------------- | ------------------- | ----- | --------------------- |
| 1        | Bandera de Argentina | Máximo González     | 133   | CAMPEÓN               |
| 2        | Bandera de Argentina | Guido Andreozzi     | 148   | Primera ronda, retiro |
| 3        | Bandera de Francia   | Marc Gicquel        | 154   | Segunda ronda         |
| 4        | Bandera de Francia   | David Guez          | 170   | Primera ronda         |
| 5        | Bandera de Francia   | Grégoire Burquier   | 175   | Primera ronda         |
| 6        | Bandera de Portugal  | Gastão Elias        | 178   | FINAL                 |
| 7        | Bandera de Brasil    | Rogério Dutra Silva | 179   | Primera ronda         |
| 8        | Bandera de Argentina | Martín Alund        | 194   | Primera ronda         |

| Posición en el torneo   |
| ----------------------- |
| Primera y segunda ronda |
| Cuartos de final        |
| Semifinales             |
| FINAL                   |
| CAMPEÓN                 |

- 1 Se ha tomado en cuenta el ranking del día 26 de mayo de 2014.

### Otros participantes
Los siguientes jugadores recibieron una invitación (wild card), por lo tanto ingresan directamente al cuadro principal (WC):
- Tristan Lamasine
- Laurent Lokoli
- Fabrice Martin
- Gianni Mina

Los siguientes jugadores ingresan al cuadro principal tras disputar el cuadro clasificatorio (Q):
- Enzo Couacaud
- Gleb Sakharov
- Mathieu Rodrigues
- Duilio Beretta

## Jugadores participantes en el cuadro de dobles

### Cabezas de serie
| Favorito | País                               | Jugador         | País                 | Jugador         | Rank1 | Posición en el torneo |
| -------- | ---------------------------------- | --------------- | -------------------- | --------------- | ----- | --------------------- |
| 1        | Bandera de Argentina               | Guillermo Durán | Bandera de Argentina | Máximo González | 207   | FINAL                 |
| 2        | Bandera de Filipinas               | Ruben Gonzales  | Bandera de Venezuela | Roberto Maytín  | 356   | Cuartos de final      |
| 3        | Bandera de Australia               | Jordan Kerr     | Bandera de Francia   | Fabrice Martin  | 369   | Cuartos de final      |
| 4        | Bandera de la República Dominicana | José Hernández  | Bandera de Argentina | Andrés Molteni  | 484   | Primera ronda         |

- 1 Se ha tomado en cuenta el ranking del día 26 de mayo de 2014.

## Campeones

### Individual Masculino
- Máximo González derrotó en la final a  Gastão Elias, 6–2, 6–3

### Dobles Masculino
- Tristan Lamasine /  Laurent Lokoli derrotaron en la final a  Guillermo Durán /  Máximo González, 7–5, 6–0